# Sortint de Wadi Halfa
El Sortint de Wadi Halfa, que pren el nom de la població de Wadi Halfa (àrab: وادي حلفا, Wādī Ḥalfā), una ciutat sudanesa propera situada 22 quilòmetres al sud de la frontera, és el nom no oficial d'un sortint cap al nord de la frontera internacional entre el Sudan i Egipte a la zona del riu Nil, quan tota la frontera discorre seguint el paral·lel 22.

## Història
El gener de 1899, la frontera entre Egipte i el Sudan Anglo-egipci fou definida pel tractat de condomini, establint-se que correria al llarg del paral·lel de 22 graus de latitud nord. Tanmateix, accedir a l'àrea al nord de la frontera a la part del riu del Nil i consegüentment l'administració de la població de l'àrea, era més fàcil des del Sudan. Per això, el 1902 una esmena al tractat original definia una nova frontera administrativa, desviant-se cap al nord del paral·lel 22 en la zona del riu Nil (i altres canvis que van crear la zona de Bir Tawil i el triangle d'Halaib), posant aquesta àrea sota administració sudanesa.

## Situació política
Egipte reclama la frontera original més favorable de 1899 al llarg del paral·lel 22 i per això reclama tant el Triangle Hala'ib com el sortint de Wadi Halfa, però no l'àrea de Bir Tawil. Ja que el Sudan reclama la frontera esmenada de 1902, reclama les mateixes àrees que Egipte, per la qual cosa cap país reclama l'àrea Bir Tawil, fent-lo de facto una terra nullius. Mentre hi ha hagut discussions sobre el Triangle Hala'ib i l'ocupació militar per Egipte, l'àrea del sortint de Wadi Halfa romania fora de l'atenció perquè la majoria de l'àrea fou inundada pel Llac Nasser.

## Geografia

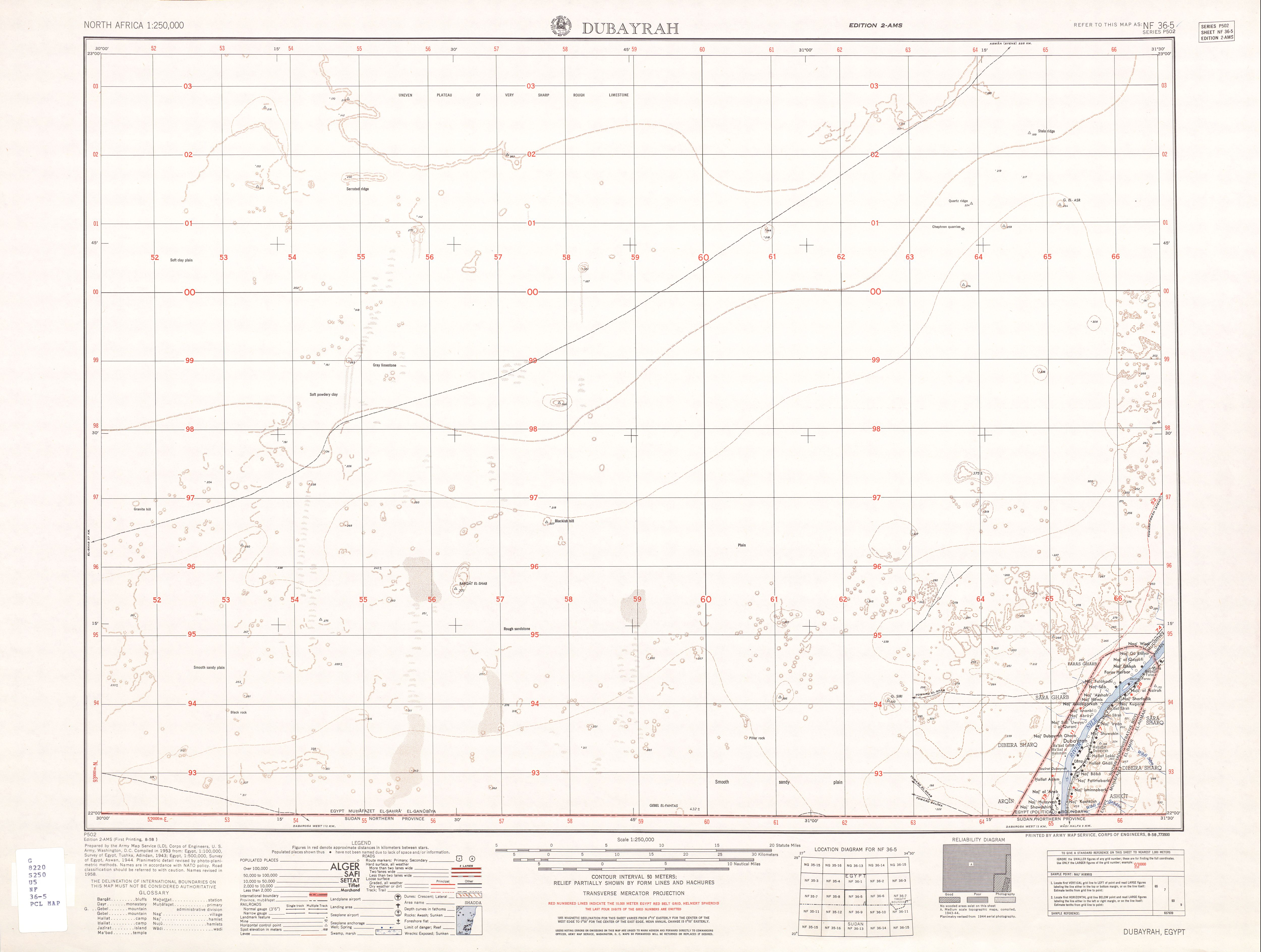
Mapa d'abans de la inundació (1953)

El sortint de Wadi Halfa té aproximadament nou quilòmetres d'ample i s'estén als dos costats del curs original del riu Nil fins a 25 quilòmetres al nord amb forma de dit cap a territori egipci, amb una àrea total de 210 km²; a causa de la construcció de la Presa d'Assuan i la inundació del Llac Nasser la majoria de l'àrea va quedar coberta per l'aigua, afectant la majoria dels pobles de l'àrea i a la ciutat antiga de Faras. Part de les persones que hi vivien foren reinstal·lats a New Halfa a la regió de Butana a l'estat del Nord (Sudan).
Segons un mapa detallat de 1953, abans de la inundació, 52 pobles es podien comptar a l'àrea, de la qual 24 eren a l'oest del riu Nil (17 amb noms al mapa), i 29 a l'est del riu (12 amb noms), i un poble sense nom damunt la llavors Illa Faras al riu. La ciutat més gran amb una població que excedia els 2.000 habitants, era دبيرة (Dubayrah).
Només una àrea de terra d'aproximadament 30 a 40 km² queda actualment al sortint de Wadi Halfa, gairebé tota a la riba oriental del riu, una àrea rocosa desolada gairebé buida de vegetació. Una superposició del mapa amb imatges actuals de satèl·lit de la Nasa World Wind mostra l'abast de la inundació a l'àrea del sortint de Wadi Halfa. Tots els pobles mostrats al mapa desaparegueren sota les aigües del pantà.